# Vanabins

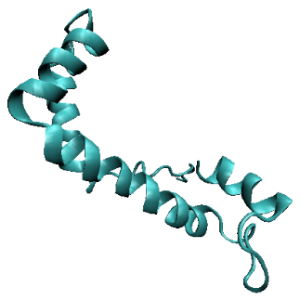
Representació en 3-D de l'estructura de Vanabin2 dAscisia sydneiensis var. samea.

Els vanabins o proteïnes associades al vanadi són un grup específic de metal·loproteïnes enllaçades a vanadi. Els vanabins és troben gairebé exclusivament a les cèl·lules sanguínies, o als vanadocits d'alguns ascidiacis i tunicats. El vanabins obtinguts de vanadocits de tunicats sovint s'anomenen hemovanadins. Aquests organismes són capaços de concentrar vanadi en concentracions superiors a 100 vegades la concentració de vanadi a l'aigua del mar que els envolta. Els vanabins semblen estar involucrats en la recol·lecció i acumulació d'ions d'aquest metall. Actualment no hi ha una comprensió concloent de per què aquests organismes recullen vanadi, quedant com un misteri biològic.
Els químic alemany Martin Henze va descobrir vanadi en els ascidiacis el 1911.

## Teories

### Vanabins transportadors d'oxigen
A causa de l'alta concentració de vanadi a la sang, s'ha assumit que els vanabins s'utilitzen per al transport d'oxigen com la hemoglobina basada en el ferro la hemocianina basada en coure. Malauradament no s'ha trobat cap evidència que doni suport a aquesta hipòtesi.
La concentració més alta del vanadi trobat per ara, 350 mM, va ser trobat a les cèl·lules sanguínies d'Ascidia gemmata, la qual pertany a l'ordre Phlebobranchia. Aquesta concentració és 10 milions de vegades més elevada que la de l'aigua de mar.
Els vanabins acumulen vanadi a les cèl·lules sanguínies i produeixen ions de vandanil a partir d'ions d'ortovanadat, amb l'ús de NADPH com a agent reductor. Els vanabins també transporten el vanadi reduït als vacúols dels vanadocits. Els vacúols són mantinguts a un pH molt àcid d'1.9, fet que és possible bombant ions d'hidrogen als vacúols per ús de l'energia intensiva H+-ATPases. Tot l'ús de NADPH i ATP per recollir i conservar el vanadi és extremadament intens des del punt de vista energètic, un fet inusual per proteïnes que transporten oxigen.
Altres proteïnes que transporten oxigen tenen constant de dissociació molt baixa amb el seu grup prostètic metàl·lic i enllacen aquests grups estretament. Per altra banda, els vanabins tenen constant de dissociació moderada i no lligen estretament el vanadi. Més important, a causa d'aquesta constant de dissociació moderada, és que el vanadi normalment trobat flotant lliurement i separat de qualsevol proteïna dins els vacúols. Això és completament diferent d'altres proteïnes que transporten oxigen.

### Vanabins no transportadors d'oxigen
La evidència més convencent en contra vanadi en l'ús com a transportador d'oxigen és que a molts ascidiacis i tunicats també ha hemocianina a la seva sang, la qual es podria assumir que s'encarrega de tot el transport d'oxigen.
L'ús de vanabins i vanadi per transportar oxigen en els ascidiacis i tunicats és dubtós. Un altre raó hipotètica perquè aquests organismes recullin vanadi és fer-se tòxics a depredadors, paràsits i microorganismes.

## Ús tecnològic de vanabins
Els oceans porten concentracions diluïdes de minerals rars. La quantitat total d'or, plata, manganès i platí (entre altres) a tots els oceans del món rivalitza amb el de les mines terrestres, encara que a causa de la baixa concentració d'aquests minerals dins aigua del mar, l'extracció s'ha considerat impracticable. Entendre els mecanismes pels quals alguns organismes concentren minerals rars (com els sideròfors) d'aigua de mar, podria fer biotecnològicalment possible fer créixer i criar organismes per filtrar aigua de mar i extreure aquests minerals, de forma similar a la biolixiviació.